# Saint-Pierre-le-Bost
Saint-Pierre-le-Bost è un comune francese di 154 abitanti situato nel dipartimento della Creuse nella regione della Nuova Aquitania.

## Società

### Evoluzione demografica
Abitanti censiti